# 西紐曼鎮區 (內布拉斯加州南斯縣)
西紐曼鎮區（英語：West Newman Township）是位於美國內布拉斯加州南斯縣的一個行政鎮區。

## 地方資料
西紐曼鎮區的面積為73.73平方千米，當中陸地面積為69.34平方千米，而水域面積為4.39平方千米。根據2020年美國人口普查的數據，當地共有人口50人，而人口密度為每平方千米0.68人。